# Франсуа де Бонн Ледіг'єр
Франсуа де Бонн Ледіг'єр (фр. François de Bonne de Lesdiguières, 1 квітня 1543 — 28 вересня 1626) — французький військовий діяч, маршал, конетабль Франції.

## Життєпис

### Початок кар'єри
Походив з кальвіністської родини де Бонн. Син Жана II де Бонна, сеньйора Ледіг'єра, королівського нотаріуса. Навчаючись у Наваррському коледжі, у Парижі познайомився та потоваришував з Генріхом Віанським, майбутнім королем Генріхом IV. Після навчання переходить на службу до Бертрана III де Сіміане, генерал-лейтенанта короля в Дофіне. З початком протистояння кальвіністів (гугенотів) з католиками Франсуа де Бонн приєднався до перших. Служив під орудою свого двоюрідного брата Антуана Рамбо. Після смерті останнього призначається головою військ гугенотів в області Шамсо (південний схід Дофіне), де воює з католиками. Незабаром влаштовує різанину ворогів у місті Гап. 
Після цього приєднався до Гаспара де Коліньї. Деякий час перебував з ним у Парижі. Втім виїхав напередодні Варфоломіївської ночі, повернувшись до Дофіне. Тут об'єднав навколо себе протестантів. Новий король Генріх III у 1584 році відмовився визнавати владу де Бонна.

### На службі Генріха IV
Після вбивства Генріха III активізував боротьбу з католиками. 24 грудня 1590 року після декількох спроб Ледіг'єр захоплює Гренобль. Вслід за цим  фактично встановлює свою владу по всьому Дофіне, будуючи низку фортець та укріплень уздовж рік Ізер та Драк. Після цього з успіхом бореться проти військ Карла-Емануела I, герцога Савойського, представника Католицької ліги на півдні Франції. Ледіг'єр перемагає його у битвах при Поншарра 17 вересня 1591 року та біля Сальбертранда 7 червня 1593 року. 
За свої заслуги отримав від короля Генріха IV Бурбона призначення губернатором Гренобля у 1591 році, державного радника, очільником військ Провансу у 1595 році, генерал—лейтенант Дофіне у 1597 році. Того ж року на заклик Генріха IV перебирається на північ держави, де командує облогу міста Ам'єна, яке Франсуа де Бонн врешті-решт захоплює. на власні кошти у 1597 році організовує піхотний полк, що дістав назву полк Крекі. У 1598 році повертається до Провансу, де продовжує боротьбу із Савойєю. 
Під час франко-савойської війни 1599—1601 років звитяжив при захоплені міст Монмельян, Шамбері, Тарантез, Мар'єнн та Конфлан. У 1605 році за наказом Генріха IV захопив м. Оранж. 27 вересня 1609 року стає маршалом Франції. Після цього вів перемовини щодо укладання союзу з герцогством Савойським. В результаті 25 квітня 1610 року в замку Бруцоло було підписано нову угоду.

### На службі Людовика XIII
За часів регентства Марії Медічі він зберіг своє становище. підтримував тогочасний уряд. За це у 1611 році стає герцогом та пером, а у 1612 році — губернатором Дофіне. У 1616 році самочинно втрутився у конфлікт між Савойєю та Мантуєю. Увів війська до П'ємонту, розбивши герцога Мануанського та його союзників іспанців. на той час державний секретар Арман, єпископ Люсонський (майбутній кардинал Рішельє) заявив про непричетність Франції до дій Ледіг'єра, але таємно погодився на досягнуті де Бонном результати.
У 1621 році отримує звання головного маршала Франції, а у 1622 році, після того, як перейшов у католицтво) — звання конетабля. У 1625—1626 роках очолив війська під час війни за Вальтеліну (Швейцарія) на боці грізонів. Розбивши армію Іспанії та папи римського, Ледіг'єр не зміг протидіяти дипломатичним зусиллям імператора Фердинанда II Габсбурга й папи Урбана VIII, у підсумку залишив Вальтеліну.
Повернувшись з цього походу, Франсуа де Бонн помер 28 вересня 1626 року в місті Валанс.

## Родина
1. Дружина — Клодін Беренджер дю Гуа (д/н—1608)
Діти:
- Мадалена (1576—1620), дружина Шарля де Крекі, маршала Франції
- Анрі-Емануель, помер дитиною

2. Дружина — Марі Вінон
Діти:
- Франсуаза
- Катерина (д/н—1621)